# Okręg Agen
Okręg Agen (fr. Arrondissement d'Agen) – okręg w południowo-zachodniej Francji. Populacja wynosi 116 tysięcy.

## Podział administracyjny
W skład okręgu wchodzą następujące kantony:
- Agen-Centre,
- Agen-Nord,
- Agen-Nord-Est,
- Agen-Ouest,
- Agen-Sud-Est,
- Astaffort,
- Beauville,
- Laplume,
- Laroque-Timbaut,
- Port-Sainte-Marie,
- Prayssas,
- Puymirol.